# Banksiamyces
Banksiamyces es un género de hongos del orden Helotiales, con una ubicación provisional en la familia Helotiaceae. El género contiene cuatro especies, que crecen en los folículos de las semillas de las infrutescencias muertas o «conos» de varias especies de Banksia, un género de la familia de plantas Proteaceae endémico de Australia. Los cuerpos fructíferos del hongo aparecen como pequeñas copas oscuras poco profundas (normalmente de menos de 10 mm de diámetro) en los folículos del fruto de Banksia. Los bordes de los cuerpos fructíferos secos se pliegan hacia dentro, pareciendo estrechas hendiduras. Los primeros especímenes de Banksiamyces, conocidos entonces como Tympanis toomansis, se describieron en 1887. Se siguieron recogiendo especímenes ocasionalmente durante casi 100 años, antes de que a principios de la década de 1980 se examinaran de forma más crítica, lo que llevó a la creación de un nuevo género para contener lo que se determinó que eran tres especies distintas, B. katerinae, B. macrocarpus y B. toomansis. En 1984 se añadió una cuarta especie, B. maccannii.

## Taxonomía
En 1887, los micólogos ingleses Miles Joseph Berkeley y Christopher Edmund Broome describieron una especie de hongo que denominaron Tympanis toomansis, recogido de infrutescencias («conos») muertas de Banksia que crecían en las orillas del río Tooma, en el sur de Nueva Gales del Sur (Australia). Su ubicación genérica se debió a su parecido con Tympanis, un género de la familia Helotiaceae de los Ascomycota.
En 1952 se hicieron otras recolecciones en Australia Meridional, de nuevo en conos muertos de Banksia no especificada, y también en 1956 en conos muertos de Banksia marginata. En 1957 y 1958, R. W. G. Dennis redescribió la especie, y tras consultar con el micólogo canadiense James Walton Groves, que había completado anteriormente una monografía sobre el género Tympanis, transfirió el taxón al género Encoelia (familia Sclerotiniaceae). Las especies de Encoelia son discomicetos pequeños, resistentes y de color parduzco que suelen crecer en racimos sobre sustratos de madera dura o leñosa. Dado que las colecciones originales estaban incompletas y algunas características microscópicas no se habían descrito adecuadamente, se supuso que varias colecciones realizadas en Australia eran variaciones de la colección original de 1887.

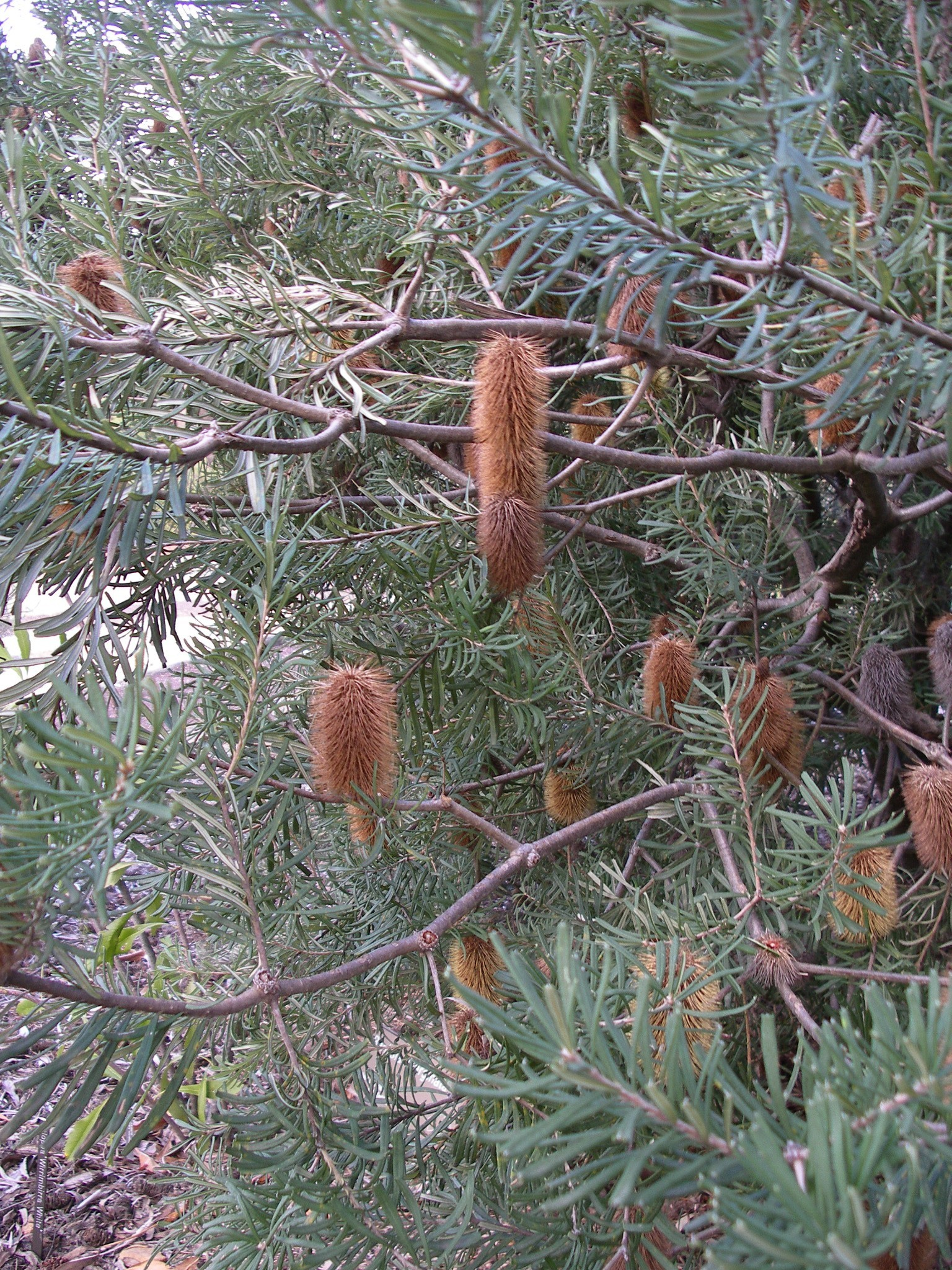
Banksia marginata, la especie arbustiva de la que se recogieron los primeros especímenes de Banksiamyces.

En la década de 1980, la disponibilidad de especímenes frescos del hongo -recogidos por el micólogo australiano Bruce A. Fuhrer de los conos de Banksia spinulosa- llevó a Gordon Beaton y Gretna Weste a reexaminar las colecciones anteriores. Se encontraron varias diferencias aparentes y microscópicas que sugerían que en las colecciones estaban representadas tres especies distintas y, además, las especies diferían lo suficiente de otras especies de Encoelia como para justificar la creación de un nuevo género, que Beaton y Weste denominaron Banksiamyces. Las tres especies de Banksiamyces que describieron en 1982 fueron la original B. toomansis (las inicialmente denominadas T. toomansis), así como B. macrocarpus y B. katerinae. Una cuarta especie, B. maccannii, fue añadida al género por los mismos autores en 1984. Un estudio de 2006 identificó dos taxones adicionales que no cumplían del todo la descripción de las especies publicadas anteriormente; éstas han sido denominadas Banksiamyces aff. macrocarpus y Banksiamyces aff. toomansis. Algunas especies existentes se encontraron en otras especies de banksia, por lo que se reforzó la evidencia de que los hongos Banksiamyces individuales no parasitaban exclusivamente una sola especie de banksia, una sugerencia propuesta por Beaton y Weste en 1982.
Banksiamyces está clasificado en las Helotiaceae, una familia de hongos muy extendida pero poco conocida, muchas de cuyas especies son sapróbias en tejidos herbáceos o leñosos. La clasificación en las Helotiaceae es provisional, y aún no se ha realizado ningún análisis molecular que pueda aclarar las relaciones filogenéticas de Banksiamyces con otros taxones del orden Helotiales. Basándose en la similitud física, Wen-Ying Zhuang incluyó Banksiamyces bajo Encoelia en su estudio de 1998 sobre la subfamilia Encoelioideae de las Helotiaceae. Sin embargo, reconoció que no había examinado ningún espécimen.

## Descripción
Los cuerpos fructíferos, o apotecios, de las especies de Banksiamyces son receptáculos en forma de copa que nacen de un estípite (tallo), de color marrón oscuro a negro con un centro gris oscuro. Cuando están secos, los apotecios están cubiertos de un polvo blanquecino. Los bordes de la copa pueden estar enrollados hacia dentro (especialmente cuando están secos), o estar retorcidos y algo aplanados. Tanto la capa de tejido más externa (el excipulum ectal) como el tejido del tallo están formados por células fúngicas con pigmentos marrones que pueden ser de paredes gruesas o finas, cubiertas de pequeñas partículas (gránulos) y de esféricas a elipsoides. La capa media de tejido (el excipucio medular) de la copa y la capa interna de tejido (la médula) del tallo contienen una capa de tejido formada por hifas similar al excipucio ectal. Una segunda capa de tejido está formada por hifas translúcidas y gelatinosas; esta capa puede estar presente en el excipulo medular, en la médula o en ambos.
Los ascos son estructuras reproductivas alargadas que contienen ascosporas en grupos de ocho. Las especies de Banksiamyces tienen ascos cilíndricos o en forma de garrote, y contienen un tapón en sus extremos que absorbe el color cuando se tiñen con yodo. Las ascosporas pueden estar dispuestas en una o dos filas (uniseriadas y biseriadas, respectivamente), o raramente, irregulares. Las ascosporas son elipsoides, translúcidas, tienen una ligera curvatura y pueden ser cónicas; la mayoría de las ascosporas contienen dos gotas de aceite. Cuando están en el asco, las ascosporas están cubiertas de un mucílago translúcido que es muy refractivo a la luz. Las paráfisis son células hifales filamentosas presentes en el tejido fértil portador de esporas, distribuidas entre los ascos. Los extremos libres de las parafisis se bifurcan y ramifican, combinándose con las puntas de los ascos para formar una capa de tejido de translúcido a marrón pigmentado.

## Especies

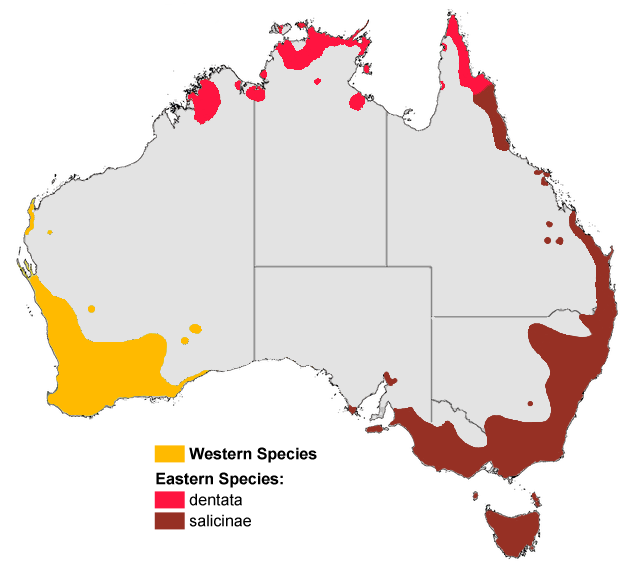
Distribución de las especies de Banksia (huésped de Banksiamyces), agrupadas en especies occidentales, Banksia dentata, y la serie Salicinae.

B. katerinae lleva el nombre de la esposa de G. Beaton, autor principal del protólogo de 1982. Se descubrió por primera vez en 1964, creciendo en los folículos de semillas de conos muertos de Banksia ornata en la zona de Mount Zero en los Grampians, en el noroeste de Victoria.
B. maccannii, descrita por primera vez en 1984, se encontró en conos muertos de Banksia saxicola. El epíteto específico fue elegido en honor a Ian McCann, por su «descubrimiento de la colección tipo y … sus años de trabajo ecológico, educativo y de conservación en los Grampians victorianos». El hongo se distingue de las otras especies de Banksiamyces por sus ascos más grandes, esporas más grandes y puntas de paráfisis afiladas. Además, la colección tipo fructificó en diciembre y enero, en comparación con el invierno y el otoño de otras Banksiamyces.
B. macrocarpus crece en los conos muertos de Banksia spinulosa, y se recolectó por primera vez cerca de Tonimbuk, Victoria, en 1981. Es la especie tipo de Banksiamyces.
B. toomansis es la especie originalmente descrita e ilustrada por Berkeley y Broome. La colección tipo se encontró en un cono de Banksia marginata en las orillas del río Tooma de Nueva Gales del Sur. También se ha recuperado de un cono de Banksia sphaerocarpa de cerca de Busselton en Australia Occidental, B. nutans, B. pulchella, B. speciosa, y B. occidentalis, todas de Mount Merivale, a 20 km al este de Esperance, B. baxteri cultivada en los Jardines Botánicos de Cranbourne, B. integrifolia de las Montañas Azules, y B. marginata de la Isla Canguro. Los sinónimos incluyen Tympanis toomansis Berk. & Br., y Encoelia toomansis (Berk. & Br.). Sus ascosporas pueden variar en forma de elípticas a cilíndricas, y tienen unas dimensiones de 6-10 por 2,5-3 μm.